# DC League of Super-Pets
DC League of Super-Pets ist ein im Juli 2022 erschienener US-amerikanischer Animationsfilm. Die Filmkomödie und DC Comics-Verfilmung dreht sich um die als League of Super-Pets bezeichneten Haustiere aus den Adventure Comics: Als die Justice League gefangen genommen wird, bildet Supermans weißer Hund Krypto ein Team aus Tierheimtieren, um sein Herrchen sowie Supermans Freunde zu retten.

## Handlung
Als Superman als Kleinkind, kurz vor der Zerstörung des Planeten Kryptons, durch seine Eltern in eine Weltraum-Rettungskapsel gelegt wurde, gelangt der Hund Krypto, trotz zunächst anhaltendem Widerstand durch Supermans Vater, ebenfalls dort hinein. Der Kapsel gelingt noch vor der völligen Zerstörung des Planeten der Abflug, samt Superman und dem Hund Krypto als Insassen.
Superman, mittlerweile im Erwachsenenalter, und Krypto, der Superhund, leben gemeinsam in der irdischen Stadt Metropolis und gehen dort unter anderem Tätigkeiten wie der Verbrecherjagd nach und schützen die Bevölkerung der Stadt. Einen Tag bevor Superman seiner Freundin, der Reporterin Lois Lane, einen Heiratsantrag stellen möchte, macht er sich in einem Tierheim auf die Suche nach einem weiteren Hund, um diesen zu adoptieren und so der vermeintlichen Einsamkeit seines Hundes Krypto entgegenzuwirken. Im Tierheim sehnen sich der Hund Ace, das Hängebauchschwein PB, die Schildkröte Merton, das Eichhörnchen Chip und das Meerschweinchen Lulu nach Freiheit, haben aber aus verschiedenen Gründen keine großen Hoffnungen auf eine Adoption. Bei der Ankunft Supermans im Tierheim ist Ace bereits entflohen und begegnet Krypto, der vor dem Tierheim auf Superman wartet. Krypto setzt Ace fest, bis dieser von einem Mitarbeiter des Tierheims eingefangen wird.
Superman und Krypto bemerken einige Zeit später, dass Lex Luthor eine Kugel aus orangem Kryptonit auf sein Büro leitet, da er sich erhofft, durch dieses Superkräfte zu erlangen. Beiden gelingt es jedoch mit der Hilfe von Aquaman, Cyborg, Wonder Woman, The Flash, Green Lantern und Batman das Kryptonit ins All zu befördern und Luthor sowie seine Assistentin Mercy Graves zu besiegen und sie in das Gefängnis auf Stryker’s Island bringen zu lassen.
Dem Meerschweinchen Lulu, welches Lex Luthor einst als Versuchstier für Forschungen an Kryptonit diente, bis es entgegen seines Willens von Krypto „befreit“ und in das Tierheim befördert wurde, gelingt es jedoch, einen Teil des Kryptonits, mithilfe des selbstgebauten „Geräts“ in das Tierheim zu leiten und Superkräfte zu erlangen. Lulu fand zuvor heraus, das dieses Kryptonit nur auf Haustiere wirkt. Lulu zerstört das Tierheim weitestgehend und flüchtet gemeinsam mit der Katze Whiskers. Da die zurückgelassenen Tiere Ace, PB, Merton und Chip jedoch entdecken, dass auch sie Superkräfte erlangt haben, gelingt ihnen die Flucht aus dem mittlerweile brennenden Gebäude.
Als Superman am selben Abend mit seiner Freundin Lois ausgehen möchte, trennt sich Krypto im Streit von ihm, da Superman mit Krypto dadurch nicht die Fernsehshow verfolgen kann, die sie zuvor wöchentlich gemeinsam sahen. Doch bevor Superman das Haus verlassen kann, steht ihm Lulu gegenüber, der es durch den Einsatz ihrer Superkräfte sowie grünem Kryptonit gelingt, Superman außer Gefecht zu setzen und ihn aus Rache an Krypto zu verschleppen.                                                                                                                                                                                          Krypto, der sich aus Wut und Eifersucht zurückgezogen hat, bemerkt erst nach gewisser Zeit, dass Superman in Gefahr schwebt. Da er aber zuvor Käse gegessen hatte, den Lulu mit grünem Kryptonit bestückte, verliert er seine Superkräfte.
Auf der Suche nach Superman trifft Krypto Ace, PB, Merton und Chip an und es gelingt ihm, dass ihn die Tiere auf der Suche nach Superman unterstützen und begleiten. Derweil ist es Lulus Plan, Lex Luthor aus dem Gefängnis zu befreien. Durch das orange Kryptonit verleiht sie mehreren Meerschweinchen Superkräfte. Diese Meerschweinchen dienen ihr als Gefolgschaft. Als Batman, Wonder Woman, Aquaman, Cyborg, The Flash und Green Lantern eingreifen wollen, werden sie von den Meerschweinchen außer Gefecht gesetzt und zusammen mit Superman in Lex Luthors Büro gefangen gehalten, welches (bereits durch Luthor selbst) zu einer Rakete umgerüstet wurde. Auch die von Krypto geführte Gruppe an Tieren scheitert zunächst bei dem Versuch, Lulu und ihren Meerschweinchen entgegenzuwirken. Lulu begibt sich auf Stryker’s Island um Lex zu befreien. Krypto und seinen Gefährten gelingt es zwischenzeitlich, nachdem sich PB, Ace, Chip und Merton mit ihren spezifischen Kräften vertrauter gemacht haben und die Katze Whiskers, welche sich ebenfalls mit Superkräften gegen die Gruppe stellte, festsetzen konnten, das Vorhaben von Lulu auf Stryker’s Island durch Einschreiten zu unterbrechen. Jedoch schafft es Lulu durch einen Hinterhalt Krypto, Ace, PB, Chip und Merton in die Gefängniszellen, welche die Flucht für Insassen, aufgrund ihrer besonderen Konstruktion, trotz Superkräften nahezu unmöglich machen, zu befördern. Als Lex Luthor daraufhin von Lulu befreit wird, stößt er das Meerschweinchen in eine Gefängniszelle, verschließt diese und befreit seine Assistentin Mercy Graves. Lulu kann allerdings durch Keith und Mark, zwei mit Superkräften ausgestattete Meerschweinchen aus ihrer Gefolgschaft, befreit werden und will sich an Lex Luthor rächen. Luthor befindet sich derweil in seinem umgerüsteten Büro, in das Lulu die Justice-League verschleppt hat. Die Rakete, welche zusätzlich mit einer Bombe beladen wurde, soll nach Lulus Plan mit der dort gefangenen Justice-League die Erdatmosphäre verlassen und daraufhin implodieren. An diesem Vorhaben möchte Lex Luthor weiterhin festhalten. Lulu findet Lex Luthor jedoch in seinem Büro vor und nimmt ihn ebenfalls gefangen. Zwischenzeitlich gelingt es Krypto, seine Superkräfte zurückzuerlangen. Aufgrund der enormen Stärke dieser Kräfte kann Krypto sich, sowie seine Freunde, aus den Gefängniszellen befreien. Krypto lehnt daraufhin ab, dass sich PB, Ace, Chip und Merton weiterhin an dem Rettungsvorhaben beteiligen und verweist auf dessen große Gefahr. Der Superhund Krypto kann Lulu jedoch nicht davon abhalten, die Rakete, in der die Justice-League sowie Luthor gefangen gehalten werden, starten zu lassen. Krypto gelingt es trotzdem, Lulu für kurze Zeit außer Gefecht zu setzen und erhält von den Meerschweinchen Keith und Mark, die sich mittlerweile gegen Lulus Vorhaben stellen, die Warnung, dass die Rakete zu implodieren droht, sollte sie die Erdatmosphäre verlassen. Allerdings lässt Lulu einen Pressehubschrauber abstürzen, in dem sich Lois Lane befindet.
Da aber PB, Ace, Chip und Merton, trotz Kryptos Verbot, zur Hilfe eilen, gelingt es, sowohl den Pressehubschrauber vor dem Aufprall zu bewahren, als auch die Gefangenen rechtzeitig aus der Rakete zu befreien. Als Lulu nach einem weiteren Kampf mit Krypto besiegt scheint, sammelt sich das durch den Kampf zersplitterte orange Kryptonit in ihrem Gehirn an und Lulu erreicht enorme Größe und verstärkte Kräfte. Weder der Justice League, noch Kryptos Tier-Freunden gelingt es daher, Lulu zu besiegen. Einzig der von Krypto ausgeführte „Solarpfoten-Punch“ kann Lulu bezwingen, ihre Kräfte entziehen und sie auf normale Größe zurückbringen. Nur durch einen schützenden Sprung von Ace, der die Superkraft der Unverwundbarkeit erhalten hatte, überlebt Krypto den ansonsten tödlich endenden „Solarpfoten-Punch“. Keith und Mark befördern Lulu anschließend in den Wurstbehälter eines mobilen Speisestandes. Superman stellt Lois Lane, ohne das Krypto Eifersucht aufzeigt, einen Heiratsantrag. Ebenfalls wird gezeigt, dass Krypto, Ace, PB, Chip und Merton, sowie Keith und Mark im Zusammenschluss mit der Justice-League den Schutz der Bevölkerung von Metropolis gewährleisten.

## Synchronisation
| Rolle                  | Englischer Sprecher | Deutscher Sprecher    |
| ---------------------- | ------------------- | --------------------- |
| Krypto                 | Dwayne Johnson      | Ingo Albrecht         |
| Ace                    | Kevin Hart          | Leonhard Mahlich      |
| Lulu                   | Kate McKinnon       | Tahnee                |
| Superman               | John Krasinski      | Jaron Löwenberg       |
| Hängebauchschwein PB   | Vanessa Bayer       | Cathlen Gawlich       |
| Schildkröte Merton     | Natasha Lyonne      | Judith Steinhäuser    |
| Eichhörnchen Chip      | Diego Luna          | Nico Mamone           |
| Keith (Ice Guinea Pig) | Thomas Middleditch  | Jeremias Koschorz     |
| Mark (Fire Guinea Pig) | Ben Schwartz        | Sebastian Kluckert    |
| Batman                 | Keanu Reeves        | Torsten Sträter       |
| Lex Luthor             | Marc Maron          | Florian Halm          |
| Lois Lane              | Olivia Wilde        | Emilia Schüle         |
| Wonder Woman           | Jameela Jamil       | Janina Isabell Batoly |
| Aquaman                | Jemaine Clement     | Tobias Schmidt        |
| The Flash              | John Early          | Valentin Stilu        |
| Cyborg                 | Daveed Diggs        | Marcel Collé          |
| Green Lantern          | Dascha Polanco      | Jana Kozewa           |
| Whiskers               | Winona Bradshaw     | Enissa Amani          |
| Mercy Graves           | Maya Erskine        | Flavia Vinzens        |
| Dog-El                 | Keith David         | Wolfgang Wagner       |

## Produktion und Merchandise
Die Computeranimationen wurden von Animal Logic produziert. Bei der Filmproduktion federführend war jedoch die Warner Animation Group bzw. Warner Bros. Entertainment.
Im Mai 2022 kündigten Warner Bros. Consumer Products und DC Comics an, dass in Zusammenarbeit mit Fisher-Price diverse Merchandise-Produkte zum Film hergestellt werden. Des Weiteren wurde mit DC League of Super-Pets: The Adventures of Krypto and Ace ein Computerspiel, das auf dem Film basiert, für den 15. Juli 2022 angekündigt.
Die Produktionskosten beliefen sich auf 90 Millionen US-Dollar. Weltweit spielte der Film etwa 207 Millionen Dollar ein.

## Bewertung
Laut Rotten Tomatoes und CinemaScore erhielt der Film von Zuschauern gute bis sehr gute Kritiken.